# Accomac
Accomac é uma cidade  localizada no estado norte-americano de Virginia, no Condado de Accomack.

## Demografia
Segundo o censo norte-americano de 2000, a sua população era de 547 habitantes.
Em 2006, foi estimada uma população de 540, um decréscimo de 7 (-1.3%).

## Geografia
De acordo com o United States Census Bureau tem uma área de
1,1 km², dos quais 1,1 km² cobertos por terra e 0,0 km² cobertos por água. Accomac localiza-se a aproximadamente 13 m acima do nível do mar.

## Localidades na vizinhança
O diagrama seguinte representa as localidades num raio de 16 km ao redor de Accomac.